# Fernand Le Rachinel
Fernand Le Rachinel (ur. 4 czerwca 1942 w Gourfaleur) – francuski polityk, działacz Frontu Narodowego, od 1994 do 1999 i od 2004 do 2009 deputowany do Parlamentu Europejskiego.

## Życiorys
Po ukończeniu szkoły podstawowej uzyskał kwalifikacje zawodowe. Od 1962 do 1963 odbywał służbę wojskową w Algierii. Pracował w organizacjach gospodarczych, działając w ramach Frontu Narodowego. Był radnym regionu Dolna Normandia.
W latach 1994–1999 po raz pierwszy został zasiadał w Parlamencie Europejskim. Mandat europosła ponownie objął w 2004, gdy po kilku miesiącach od rozpoczęcia VI kadencji z PE odeszła Chantal Simonot. W Europarlamencie był deputowanym niezrzeszonym (z wyjątkiem okresu od stycznia do listopada 2007, gdy działał w istniejącej wówczas grupie politycznej pod nazwą Tożsamość, Tradycja i Suwerenność). Pracował głównie w Komisji Transportu i Turystyki.
W 2008 wszedł w konflikt z władzami FN. W 2009 wraz z grupą liderów Frontu Narodowego (wśród których znaleźli się europosłowie Carl Lang i Jean-Claude Martinez) odszedł z partii, wspierając nowo utworzoną Parti de la France. Bez powodzenia w tym samym roku ubiegał się o reelekcję w wyborach europejskich, a rok później bezskutecznie kandydował w wyborach regionalnych.